# 소연 (차정후)
소연(蕭延, ? ~ 기원전 178년)은 전한 초기의 제후로, 개국공신 소하의 막내아들이다.

## 행적
고후 원년(기원전 187), 축양후(筑陽侯)에 봉해졌다.
문제 원년(기원전 179), 동의 뒤를 이어 차후(酇侯)로 이봉되었으나 이듬해에 죽었다. 시호를 정(定)이라 하였고, 작위는 아들 소유가 이었다.

## 출전
- 사마천, 《사기》 권18 고조공신후자연표(高祖功臣侯者年表)
- 반고, 《한서》 권16 고혜고후문공신표(高惠高后文功臣表)

|  | 전한의 축양후 기원전 187년 ~ 기원전 179년 | 후임 (폐지) |

| 전임 (형? 어머니?) 차의후 동 | 전한의 차후 기원전 178년 | 후임 아들 차양후 소유 |